# Samut Khoi
Samut Khoi (Thai: สมุดข่อย, auch: Samut Thai – สมุดไทย; Khoi-Manuskripte) sind Handschriften auf Khoi-Papier, das in Siam, dem heutigen Thailand, vor der Einführung des Buchdrucks verwendet wurde.

## Geschichte
Es ist nicht bekannt, seit wann das Khoi-Papier in Thailand zur Buchherstellung benutzt wurde. Es wurde jedoch 1504 von einem italienischen Schriftsteller erwähnt, der sich in Tenasserim (heute: Tanintharyi-Division in Süd-Myanmar) aufhielt, welches zum Königreich Ayutthaya gehörte.

## Papier-Herstellung
Das Khoi-Papier, das für die Samut Khoi verwendet wird, wird aus der Rinde des Khoi-Baumes (ข่อย, Streblus asper Lour.) gewonnen, eines kleinen Baumes oder Strauches aus der Familie der Urtikazeen, der in gemäßigten Zonen von Indien, Thailand, Malaysia und Vietnam vorkommt.
Die Herstellung des Papiers ist ein sehr arbeitsaufwändiger Prozess, der bis zu zehn Tage dauern kann. 

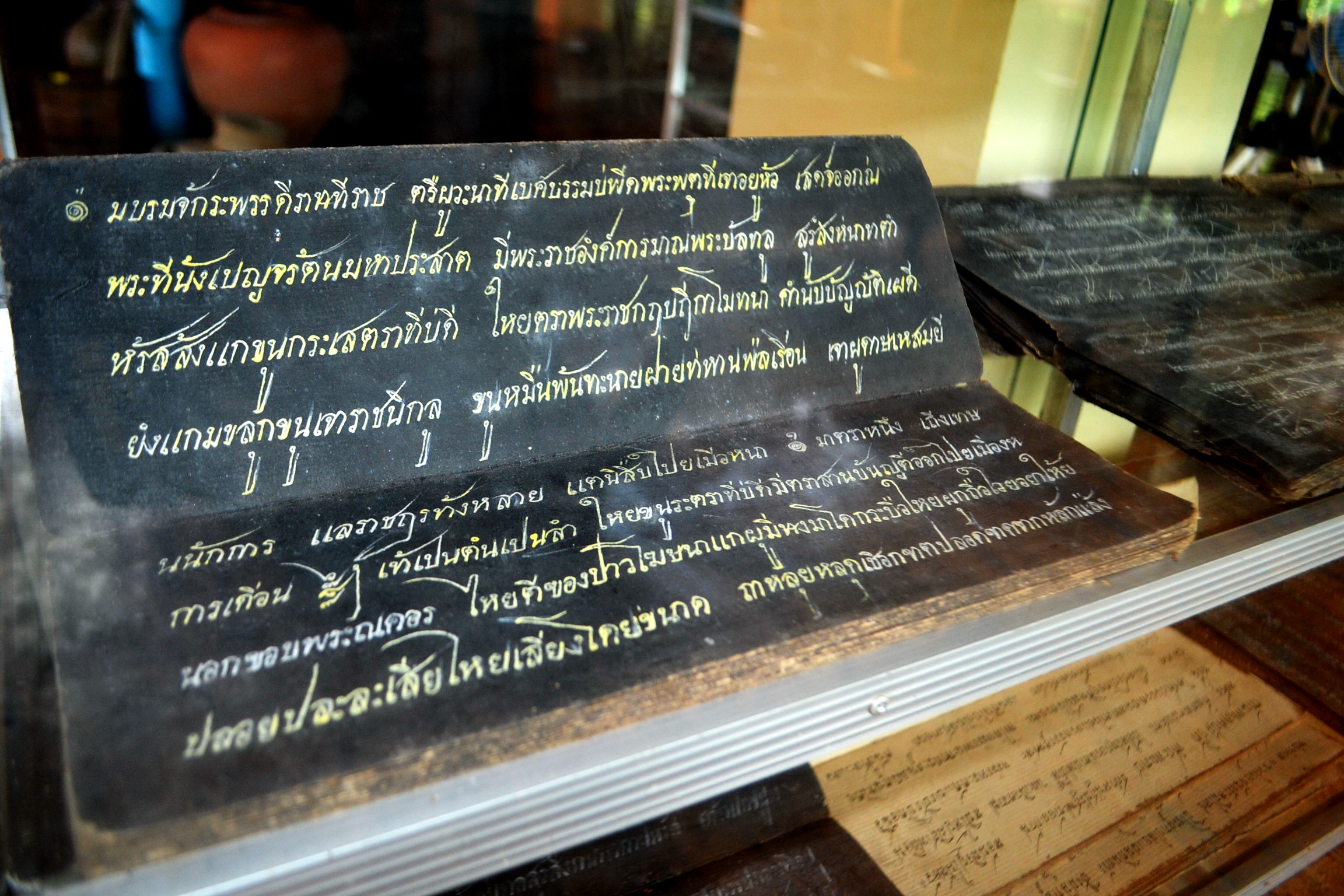
Traditionelles thailändisches Buch auf schwarzem Khoi-Papier

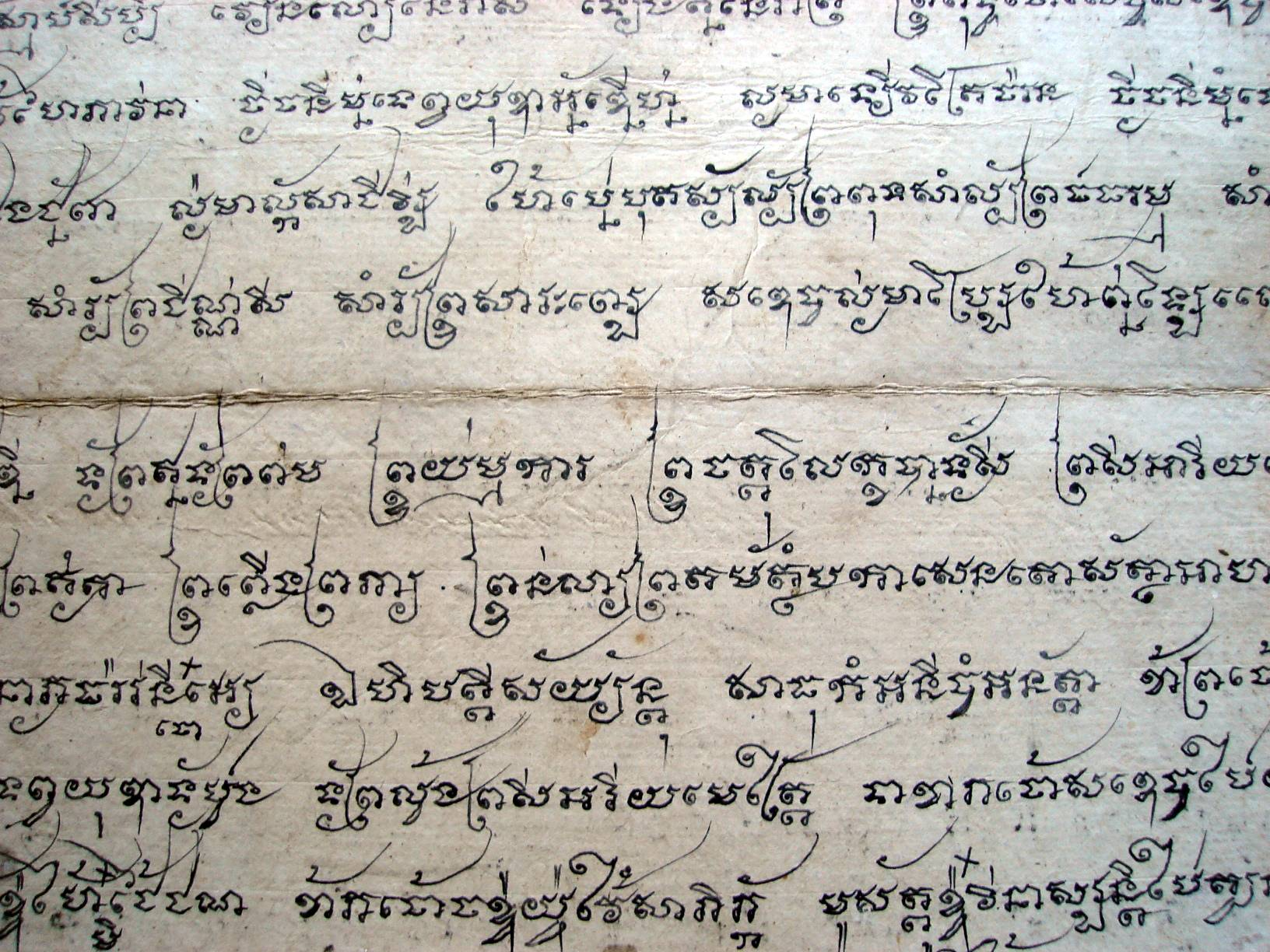
Nahaufnahme einer Textseite

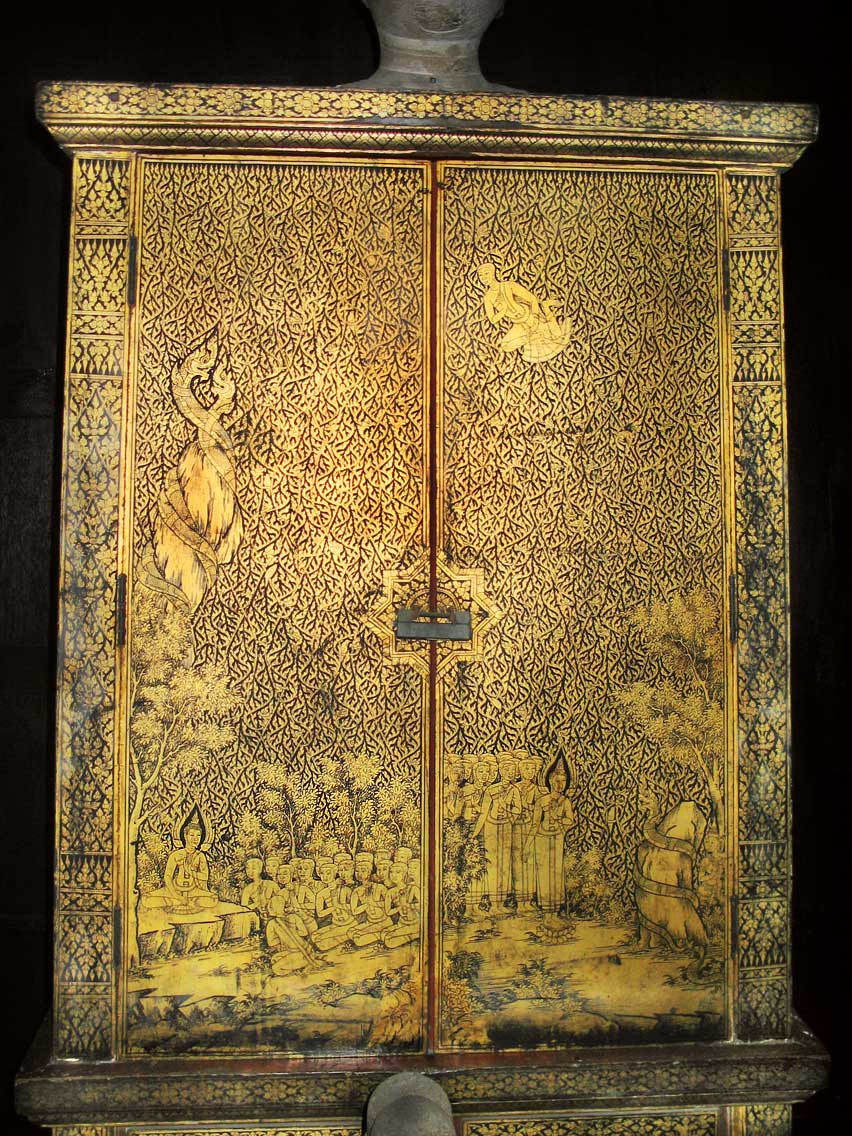
Bücherschrank aus der frühen Rattanakosin-Priode

## Khoi-Bücher
Die Khoi-Bücher bestehen aus einem aus einem 30 bis 60 cm breiten Streifen aus Khoi-Papier, der bis zu 18 Metern (manchmal auch mehr) lang werden kann. Es wird sodann als Leporello auf eine Breite von 12 bis 20 cm gefaltet. An beiden Enden wird dann ein kartonierter oder hölzerner Einband befestigt, der dem Ganzen Stabilität verleiht. 
Die „Seiten“ des Manuskripts werden horizontal gelesen. Die ältesten erhaltenen Exemplare aus dem 17. Jahrhundert besitzen in der Mitte eine Illustration, rechts und links befindet sich der Text. Bei anderen Exemplaren aus der gleichen Zeit reichen die Illustrationen von Rand zu Rand, oft über eine Doppelseite hinweg. Die Tinte, mit der die Worte geschrieben wurden, wurde aus Lampenruß gewonnen, auf schwarzem Papier wurde mit weißer oder gelber Tinte aus Schwefelarsen geschrieben.
Die Haltbarkeit der Handschriften ist erstaunlich, wenn man bedenkt, dass sie anfällig für Feuchtigkeit sind und oft bewegt und gefaltet wurden. Allerdings tragen zur Haltbarkeit die Vorsichtsmaßnahmen bei, die in den Klöstern bei der Aufbewahrung der Bücher zum Tragen kommen: sie werden verschnürt und in Baumwolltüchern verpackt in speziellen Schränken gelagert. Die Schränke wiederum stehen in Gebäuden, den Hor Trai, die oft auf Stelzen über einem Teich zum Schutz vor Insekten erbaut sind.

## Illustrationen
Die Illustrationen sind ein wichtiger Bestandteil der Samut Khoi. Oft füllen sie ganze Doppelseiten aus, es kommt auch vor, dass sie sich über mehrere Falzungen hinweg fortsetzen.
Die Farbpalette ist relativ klein und hat sich im Laufe der Jahrhunderte kaum geändert: es werden Erden (zum Beispiel Ockerrot oder Ockergelb) benutzt, ein Kreideweiß und ein Schwarz aus pflanzlicher Kohle. Rauschgelb scheint nicht benutzt worden zu sein, dagegen tritt Zinnoberrot schon seit dem ersten Viertel des 15. Jahrhunderts in Wandmalereien auf. Grüntöne wurden aus grüner Erde oder bestimmten Pflanzen gewonnen. Die verschiedenen Pigmente wurden in einem Mörser zerstoßen und mit einem pflanzlichen Gummi („Feroniagummi“, Feronia elephantum) vermischt.
Die verschiedenen Pinsel werden zum Beispiel aus Wurzeln oder bestimmten Baumrinden hergestellt. Borstenpinsel können aus den Luftwurzeln des Pandanus (Pandanus tectorius) bestehen, die geschnitten, gespalten und geschmeidig gemacht zu Büscheln zusammengebunden werden. Andere Pinsel werden aus der Rinde des Ylang-Ylang (Canangium odorantum) hergestellt. Die feineren Pinsel bestehen aus Haaren verschiedener Tiere, für feinste Arbeiten werden Haare von Kuh-Ohren verwendet.